# Боголюбовка (Новосергієвський район)
Боголю́бовка (рос. Боголюбовка) — село у складі Новосергієвського району Оренбурзької області, Росія.

## Населення
Населення — 7 осіб (2010; 33 у 2002).
Національний склад (станом на 2002 рік):
- росіяни — 97 %